# Величко, Михаил Андреевич
Михаил Андреевич Величко (1926 — ?) — бригадир колхоза имени Ватутина Васильевского района Запорожской области, Герой Социалистического Труда (19.04.1967).
Родился в г. Васильевка (Запорожская область).
В 1944—1950 гг. служил в армии, участник войны, награждён орденом Отечественной войны II степени (06.04.1985).
После демобилизации работал механизатором в Веселовской МТС.
С 1958 г. тракторист, с 1959 г. бригадир колхоза имени Ватутина Васильевского района Запорожской области.
При средней урожайности в колхозе 25-28 ц/га его бригада получала урожайность 40-42 ц/га зерновых. Для этого увеличили вывозку на поля органических удобрений, более рационально использовали приобретенную у МТС технику.
Герой Социалистического Труда (19.04.1967).
В 1970-е гг. освобождённый секретарь парткома колхоза имени Ватутина.
Жил в с. Першотравневое Васильевского района.